# Mijnterril Beringen
Mijnterril Beringen is een natuurreservaat op het grondgebied van Koersel (deelgemeente van Beringen) en bevindt zich op Terril nummer 2 van de voormalige Steenkoolmijn van Beringen. Tussen 1941 en 1949 werd hier 11.600.000 m³ steen gestort. Mijnterril Beringen is eigendom van het Agentschap voor Natuur en Bos.
De mijn werd in 1989 gesloten en de terril werd in 1995 gesaneerd. Er werden kruiden uitgezaaid en het geheel werd toegankelijk gemaakt voor het publiek. Op een hoogte van 125 m, 100 m boven de omgeving, bevindt zich een plateau van waar men uitzicht over de omgeving heeft.
Tot de vogels behoren veldleeuwerik, boompieper, graspieper en kievit. De koninginnenpage en de blauwvleugelsprinkhaan zijn enkele zeldzame insecten die in het gebied voorkomen.

## Opmerking
Terril nummer 1 is eigendom van de stad Beringen en fungeert als park.